# Diaptomus schefferi
Diaptomus schefferi är en kräftdjursart som beskrevs av Wilson. Diaptomus schefferi ingår i släktet Diaptomus och familjen Diaptomidae. Inga underarter finns listade i Catalogue of Life.